# United States Maritime Administration

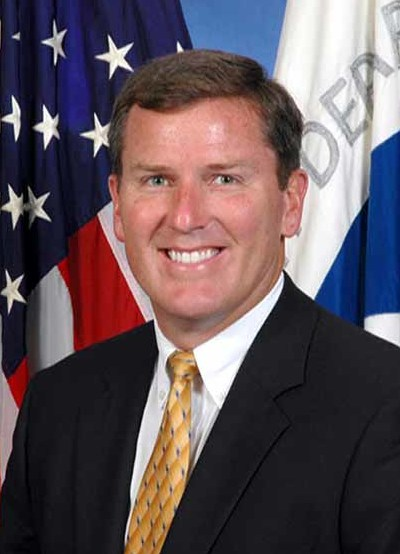
Sean Connaughton, administrateur de 2006 à 2009

L'United States Maritime Administration ou MARAD est une agence du département des Transports des États-Unis  fondé en 1950 qui gère la National Defense Reserve Fleet (NDRF) et qui maintient sa capacité de fournir des navires en cas d'urgence nationale, militaire ou non, assurant ainsi un soutien logistique maritime.

## Liste des administrateurs
| Nom                       | Période                            | Présidence | Présidence                      |
| ------------------------- | ---------------------------------- | ---------- | ------------------------------- |
| Edward L. Cochrane        | 8 août 1950 – 1er octobre 1952     |            | Harry S. Truman                 |
| Albert W. Gatov           | 2 octobre 1952 – 30 juin 1953      |            | Harry S. Truman                 |
| Louis S. Rothschild       | 1er juillet 1953 – 25 février 1955 |            | Dwight D. Eisenhower            |
| Clarence G. Morse         | 16 mars 1955 – 1er mai 1960        |            | Dwight D. Eisenhower            |
| Ralph E. Wilson           | 1er juillet 1960 – 22 février 1961 |            | Dwight D. Eisenhower            |
| Donald W. Alexander       | 9 octobre 1961 – 31 octobre 1963   |            | John Fitzgerald Kennedy         |
| Nicholas Johnson          | 2 mars 1964 – 30 juin 1966         |            | Lyndon B. Johnson               |
| Andrew E. Gibson          | 25 mars 1969 – 6 juillet 1972      |            | Richard Nixon                   |
| Robert J. Blackwell       | 7 juillet 1972 – 9 avril 1979      |            | Richard Nixon Gerald Ford       |
| Harold E. Shear           | 19 octobre 1981 – 31 mai 1985      |            | Ronald Reagan                   |
| John A. Gaughan           | 26 novembre 1985 – 26 mars 1989    |            | Ronald Reagan George H. W. Bush |
| Warren G. Leback          | 11 octobre 1989 – 20 janvier 1993  |            | George H. W. Bush               |
| Albert J. Herberger       | 14 septembre 1993 – 30 juin 1997   |            | Bill Clinton                    |
| Clyde J. Hart Jr          | 6 août 1998 – 21 mai 2000          |            | Bill Clinton                    |
| William G. Schubert       | 6 décembre 2001 – 11 février 2005  |            | George W. Bush                  |
| Sean Connaughton          | 6 septembre 2006 – 20 janvier 2009 |            | George W. Bush                  |
| David T. Matsuda          | 30 juillet 2009 - 4 juin 2013      |            | Barack Obama                    |
| Chip Jaenichen            | 25 juillet 2014 - 13 janvier 2017  |            | Barack Obama                    |
| Mark H. Buzby             | 3 août 2017 - 11 janvier 2021      |            | Donald Trump                    |
| Lucinda Lessley (intérim) | depuis le 11 janvier 2021          |            | Joe Biden                       |